# Словак, Ладислав
Ладислав Словак (словац. Ladislav Slovák; 10 сентября 1919, Вельке Леваре, Чехословакия (ныне Словакия) — 22 июля 1999, Братислава) — словацкий дирижёр.

## Биография
Учился игре на органе в Братиславской консерватории, закончив её в 1942. Затем учился как дирижёр у К. Шимпла и Вацлава Талиха, а в 1954—1955 стажировался в Ленинграде у Евгения Мравинского. В 1955—1961 гг. главный дирижёр Симфонического оркестра Чехословацкого радио в Братиславе. В 1961—1981 гг. возглавлял Словацкий филармонический оркестр, с которым записал все симфонии Шостаковича. Одновременно в 1972—1976 гг. был руководителем Пражского симфонического оркестра.
Ладислав Словак более всего прославился как исполнитель музыки XX века, в том числе Прокофьева, Шостаковича (записал полный цикл его симфоний), Эугена Сухоня.
Его дочь, Камила Магалова, одна из самых известных в Словакии театральных актрис.